# اليأس في الإسلام
اليأس أو القنوط وخيبة الأمل واحدة من كبائر الذنوب في الإسلام. تكررت خيبة الأمل ومشتقاتها في القرآن ست مرات، وجاء في بعض المصادر أن هناك فرقاً بين الخيبة واليأس وأن الخيبة أشد من اليأس.

## الفرق بين اليأس وخيبة الأمل
خيبة الأمل تعني حرفيا اليأس من الخير أو الفائدة، قال بعض علماء اللغة أن هناك فرقًا بين خيبة الأمل واليأس، وكتبوا أن الخيبة أصعب من اليأس.
وجاء في بعض المصادر في الفرق بين هاتين الكلمتين أن اليأس هو الشعور الداخلي في قلب الإنسان، فإذا زاد هذا الشعور الداخلي إلى درجة يظهر أثره في الظاهر ويظهر للآخرين، سميت خيبة أمل.

## خيبة الأمل في القرآن
الخيبة ومشتقاتها ذكرت في القرآن ست مرات فعلى سبيل المثال، عندما بشرت الملائكة إبراهيم بولادة ابنه في شيخوخته، سألوه أن لا ييأس.
وفي آية أخرى يقول الله تعالى : ﴿قُلْ يَا عِبَادِيَ الَّذِينَ أَسْرَفُوا عَلَى أَنْفُسِهِمْ لَا تَقْنَطُوا مِنْ رَحْمَةِ اللَّهِ إِنَّ اللَّهَ يَغْفِرُ الذُّنُوبَ جَمِيعًا إِنَّهُ هُوَ الْغَفُورُ الرَّحِيمُ ۝٥٣﴾ [الزمر:53] ومن الآيات الأخرى المتعلقة بهذه الكلمة الآية رقم 36 من سورة الروم:﴿وَإِذَا أَذَقْنَا النَّاسَ رَحْمَةً فَرِحُوا بِهَا وَإِنْ تُصِبْهُمْ سَيِّئَةٌ بِمَا قَدَّمَتْ أَيْدِيهِمْ إِذَا هُمْ يَقْنَطُونَ ۝٣٦﴾ [الروم:36] والآية 49 من فصلت:﴿لَا يَسْأَمُ الْإِنْسَانُ مِنْ دُعَاءِ الْخَيْرِ وَإِنْ مَسَّهُ الشَّرُّ فَيَئُوسٌ قَنُوطٌ ۝٤٩﴾ [فصلت:49] والآية 28 من سورة الشورى: ﴿وَهُوَ الَّذِي يُنَزِّلُ الْغَيْثَ مِنْ بَعْدِ مَا قَنَطُوا وَيَنْشُرُ رَحْمَتَهُ وَهُوَ الْوَلِيُّ الْحَمِيدُ ۝٢٨﴾ [الشورى:28]. 